# Haters (сингл Тоні Єйо)
«Haters» — другий сингл американського репера Тоні Єйо з його майбутнього другого студійного альбому. Пісню спершу оприлюднили на сайті 50 Cent thisis50.com та у шоу Funkmaster Flex на радіостанції Hot 97 23 березня.
Як семпл використано «Dey Know» у виконанні Shawty Lo.
50 Cent назвав пісню хітом на своїй сторінці в Твіттер. 30 червня сингл видали для радіо. Пісня потрапила до мікстейпу репера Meyer Lansky (2011).

## Відеокліп
Єйо підтвердив через Твіттер, що зйомки кліпу відбудуться в Атланті 29 липня. Камео: DJ Drama. Куплет Roscoe Dash замінив Kidd Kidd. Відео зняли в атлантському клубі Mansion Elan. Режисер: Mr. Boomtown.

## Чартові позиції
| Чарт (2011)                        | Найвища позиція |
| ---------------------------------- | --------------- |
| US Billboard Hot R&B/Hip-Hop Songs | 112             |